# 辛建
辛建（韓語：신건，1941年2月12日—2015年11月24日）韓国的政治人物和法律界人士，是前国会议员，检察官，曾任国家情报院院长。 2005年国家情报院员工因涉嫌非法窃听，而辛建涉嫌纵容窃听被起诉，2006年4月获保释外出。后来退休。2008年4月29日，作为独立候选人在18届国民议会选举当选，2009年2月10日加入民主党。

## 学历
- 1959.2。全州高中毕业
- 1963.2。首尔国立大学法学院毕业
- 1964.9。首尔国立大学研究生院司法硕士
- 1979.9。美国华盛顿大学法学院毕业(LL. M)
- 1969.5。釜山地区检察官办公室检察官
- 1971.8。全州地方检察官群山分行检察官
- 1972.4。首尔地方检察厅永登浦区分行检察官
- 1979.9。首尔地方检察厅检察官
- 1981.4。首尔地方法院检察署首席检察官
- 1985.3。法务部规划与管理办公室（总检察长）
- 1987.6。光州地方检察厅检察官
- 1993.3。法务部副部长
- 1997.10。金大中总统候选人的法律顾问
- 2001.3.26。国家情报院院长
- 2005.3.4。湖南大学名誉法学博士
- 2009年4月29日，以独立候选人在18届国民议会选举击败民主党候选人李光喆，当选国会议员。
- 2010年2月10日加入民主党
- 2009年4月29日—2012年5月29日，民主党国会议员
- 国家政策委员会委员